# Stenseby
Stenseby er en lille by i Bodilsker sogn (udtales: "bohlsker") – tidligere stationsby for Bodilsker station, som fandtes på ruten mellem Nexø og Rønne (ruten blev nedlagt i slutningen af 1960'erne). Byen havde tidligere forskellige butikker og virksomheder, bla brugs, mejeri, tømrer- og snedkervirksomhed, skomager, mjødbryggeri og savværk. I dag er byens eneste tilbageværende større virksomhed en auto-forhandler og -værksted.
|  | Denne artikel om lokaliteten Stenseby kan blive bedre, hvis der indsættes et (bedre) billede. Du kan hjælpe ved at afsøge Wikimedia Commons for et passende billede eller lægge et op på Wikimedia Commons med en af de tilladte licenser og indsætte det i artiklen. |

55°02′35″N 15°03′37″Ø / 55.04306°N 15.06028°Ø